# Ioan Botezătorul

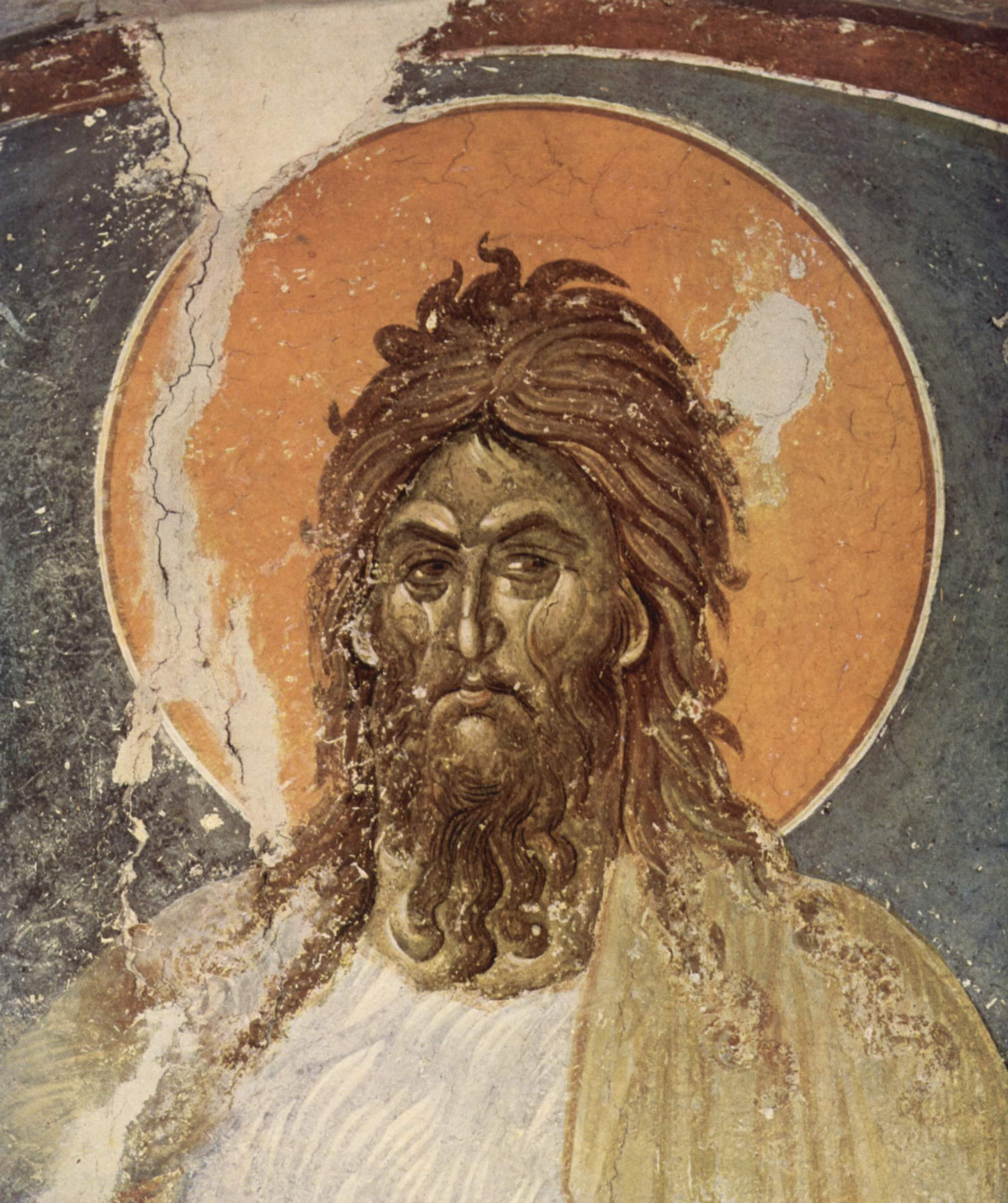
Ioan Botezătorul, pictură de la Gračanica

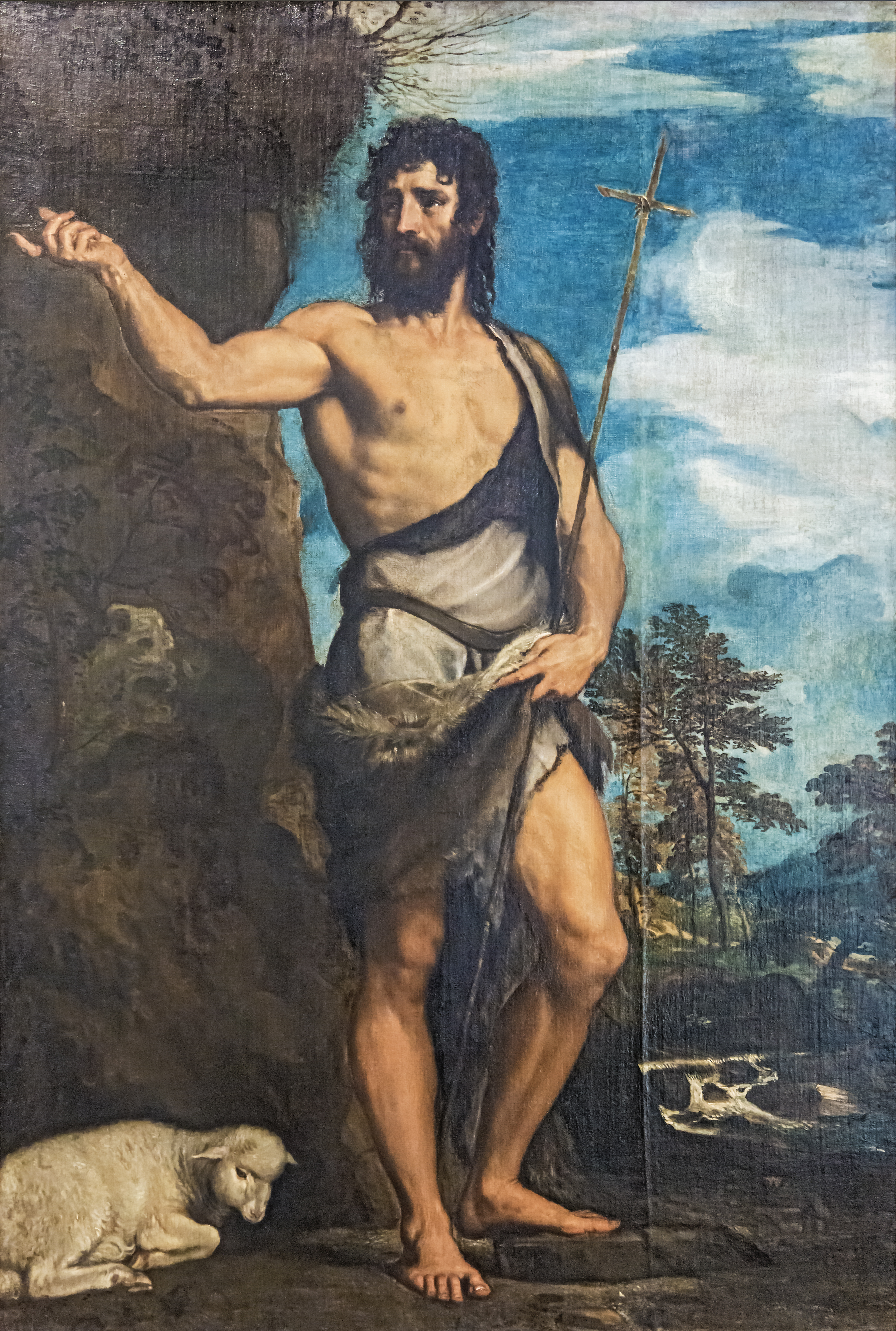
Ioan Botezătorul, pictură de Tițian, circa 1452, Veneția

Ioan Botezătorul (în ebraică יוחנן, Yoḥanan, în traducere „Dumnezeu este har”) este una din figurile centrale ale creștinismului și islamului, predicator și botezător pe malurile râului Iordan; înainte-mergătorul, vestitorul și botezătorul lui Isus din Nazaret.

## Nașterea
Primul episod din Evanghelia după Luca relatează că în zilele lui Irod Antipa, împăratul Iudeii, un înger îl anunță pe dreptul Zaharia, preot din tată-n fiu și înaintat în vârstă, pe când era în Templul din Ierusalim pentru tămâiere, că rugăciunea sa a fost ascultată: soția sa Elisabeta, stearpă și înaintată în vârstă, descendentă din preoți, va naște un copil al cărui nume trebuia să fie Ioan. Lui Zaharia nu-i vine să creadă cele spuse de înger și, nemaifiind în stare să vorbească, iese afară din templu. Peste un timp Elisabeta rămâne însărcinată și se ține ascunsă cinci luni, după care primește Vizita Fecioarei Maria. 
Capitolul 1 din Evanghelia lui Luca continuă istorisirea povestind cum Elisabeta naște un fiu, iar vecinii și rudele ei, care auziseră că Domnul a arătat mare har față de ea, se bucurau împreună cu ea. 

În deschiderea Evangheliei sale, Luca își explică motivația și metoda de cercetare:
„Fiindcă mulți s-au apucat să alcătuiască o istorisire amănunțită despre lucrurile care s-au petrecut printre noi,

 după cum ni le-au încredințat cei ce le-au văzut cu ochii lor de la început și au ajuns slujitori ai Cuvântului,
am găsit și eu cu cale, prealescule Teofile, după ce am făcut cercetări cu de-amănuntul asupra tuturor acestor lucruri de la obârșia lor, să ți le scriu în șir una după alta,
ca să poți cunoaște astfel temeinicia învățăturilor pe care le-ai primit.”
(Luca 1:1–4, Biblia Cornilescu)
În ziua a opta au venit să taie pruncul împrejur, și voiau să-i pună numele Zaharia, după numele tatălui său, dar Elisabeta se opune, spunând că numele noului născut va fi Ioan (Johanan). Ei îi spun Elisabetei că nimeni dintre rubedeniile ei nu poartă acest nume și îl întreabă apoi și pe Zaharia, care scrie pe o tăbliță același lucru (numele pe care i-l spusese îngerul). Și toți se minunară, căci nu se înțeleseseră unul cu altul despre nume. În clipa aceea, continuă Evanghelia lui Luca, lui Zaharia i s-a dezlegat limba, și el vorbea și binecuvânta pe Dumnezeu. Pe toți vecinii i-a apucat frica, și în tot ținutul acela muntos al Iudeii se vorbea despre toate aceste lucruri. Toți cei ce le auzeau, le păstrau în inima lor și ziceau: Oare ce va fi pruncul acesta? Zaharia, tatăl lui, umplându-se de Duh Sfânt, începe să proorocească despre Iisus iar despre Ioan astfel: „Și tu, pruncule, vei fi chemat prooroc al Celui Prea Înalt. Căci vei merge înaintea Domnului, ca să pregătești căile Lui, și să dai poporului său cunoștința mântuirii, care stă în iertarea păcatelor lui; datorită marii îndurări a Dumnezeului nostru, în urma căreia ne-a cercetat soarele care răsare din înălțime, ca să lumineze pe cei ce zac în întunerecul și în umbra morții, și să ne îndrepte picioarele pe calea păcii!” (Lc 1, 76-79)

## Adolescența și tinerețea
Copilul creștea și se întărea în duh, continuă Luca, și pleacă în pustie, unde rămâne până în ziua arătării lui către Israel.

## Maturitatea

### Botezul pocăinței
Predicile și le începe în deșertul Iudeii, în al 15-lea an de domnie al împăratului roman Tiberiu. La acea dată Ponțiu Pilat era procurator al Iudeii, Irod era tetrarh al Galileii, Filip, fratele lui, era cârmuitor al Ituriei iar arhierei erau Ana și Caiafa. Ioan îi îndemna pe oameni să se pocăiască: ”Pocăiți-vă, căci Împărăția cerurilor este aproape!”, iar aceștia, mărturisindu-și păcatele, erau botezați de el în râul Iordan.
Botezul său era botezul pocăinței spre iertarea păcatelor, relatează evangheliile. Ioan Botezătorul venise să dea poporului cunoștința mântuirii, care stă în iertarea păcatelor grație îndurării lui Dumnezeu, spune evanghelistul Luca.

### Ioan cere pocăință adevărată
Evanghelistul Matei arată cum, văzând că mulți dintre farisei și saduchei vin să primească botezul lui, Ioan îi mustră și îi avertizează că pocăința lor trebuie să fie adevărată, sinceră, cu roadă vrednică de aceasta.
Dar cînd a văzut pe mulți din farisei și saduchei că vin să primească botezul lui, le-a zis: Pui de năpârci, cine v-a învățat să fugiți de mânia viitoare? Faceți dar roade vrednice de pocăința voastră. Și să nu credeți că puteți zice în voi înșivă: Avem ca tată pe Avraam! Căci vă spun că Dumnezeu din pietrele acestea poate să ridice fii lui Avraam. Iată că securea a și fost înfiptă la rădăcina pomilor: deci, orice pom, care nu face roadă bună, va fi tăiat și aruncat în foc. Cât despre mine, eu vă botez cu apă, spre pocăință; dar Cel ce vine după mine, este mai puternic decât mine, și eu nu sunt vrednic să-i duc încălțările. El vă va boteza cu Duhul Sfânt și cu foc. Acela Își are lopata în mână, Își va curăți cu desăvârșire aria și Își va strânge grâul în grânar, dar pleava o va arde într-un foc care nu se stinge. (Mat. 3.7-12)

### Botezul lui Iisus

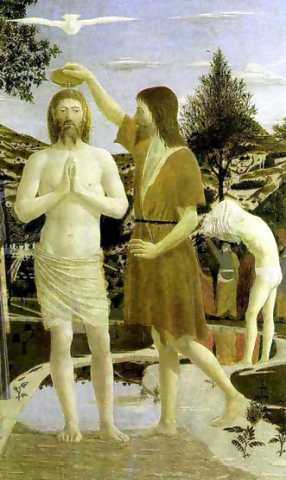
Ioan botezându-l pe Iisus în Iordan, pictură de Piero della Francesca, 1449

Evangheliile relatează cum Ioan Botezătorul îl botează și pe Iisus, care vine la el pentru a împlini planul lui Dumnezeu, moment în care Duhul Sfânt se pogoară asupra lui Iisus ca un porumbel, acesta fiind recunoscut ca Fiu bineplăcut înaintea lui Dumnezeu. Ioan Botezătorul îl recunoaște pe Iisus ca fiind mielul lui Dumnezeu ce ridică păcatul lumii, care era înaintea Lui, pe care l-a făcut cunoscut, și care va boteza cu Duh Sfânt, relatează evanghelia lui Ioan. Acestui moment îi urmează ispitirea lui Iisus.

### Milă și corectitudine
Ioan îndemna noroadele să facă pomeni cu tot prisosul lor de haine și mâncare, arată evanghelistul Luca, vameșilor le spunea să nu ceară nimic peste ceea ce le-a fost poruncit să ia iar ostașilor romani să nu stoarcă nimic de la nimeni prin amenințări și violență, să nu învinuiască pe nimeni pe nedrept și să se mulțumească cu lefurile lor.

### Ioan, neclintit și auster
Ioan este tipul auster care a plecat în pustie, unde a stat până în ziua arătării lui către Israel, care refuza pâinea și băutura, în aceeași măsură respins de mai-marii poporului ca și Iisus, care mânca pâine și bea vin.
El avea îmbrăcăminte din păr de cămilă (deci foarte aspră), cu cingătoare de piele și se hrănea cu lăcuste și miere sălbatică. 
În Evanghelia lui Matei, Iisus afirmă că Ioan Botezătorul nu este nici o trestie clătinată de vânt, nici un om îmbrăcat în haine moi, indicând astfel caracterul neclintit și auster al predicatorului.

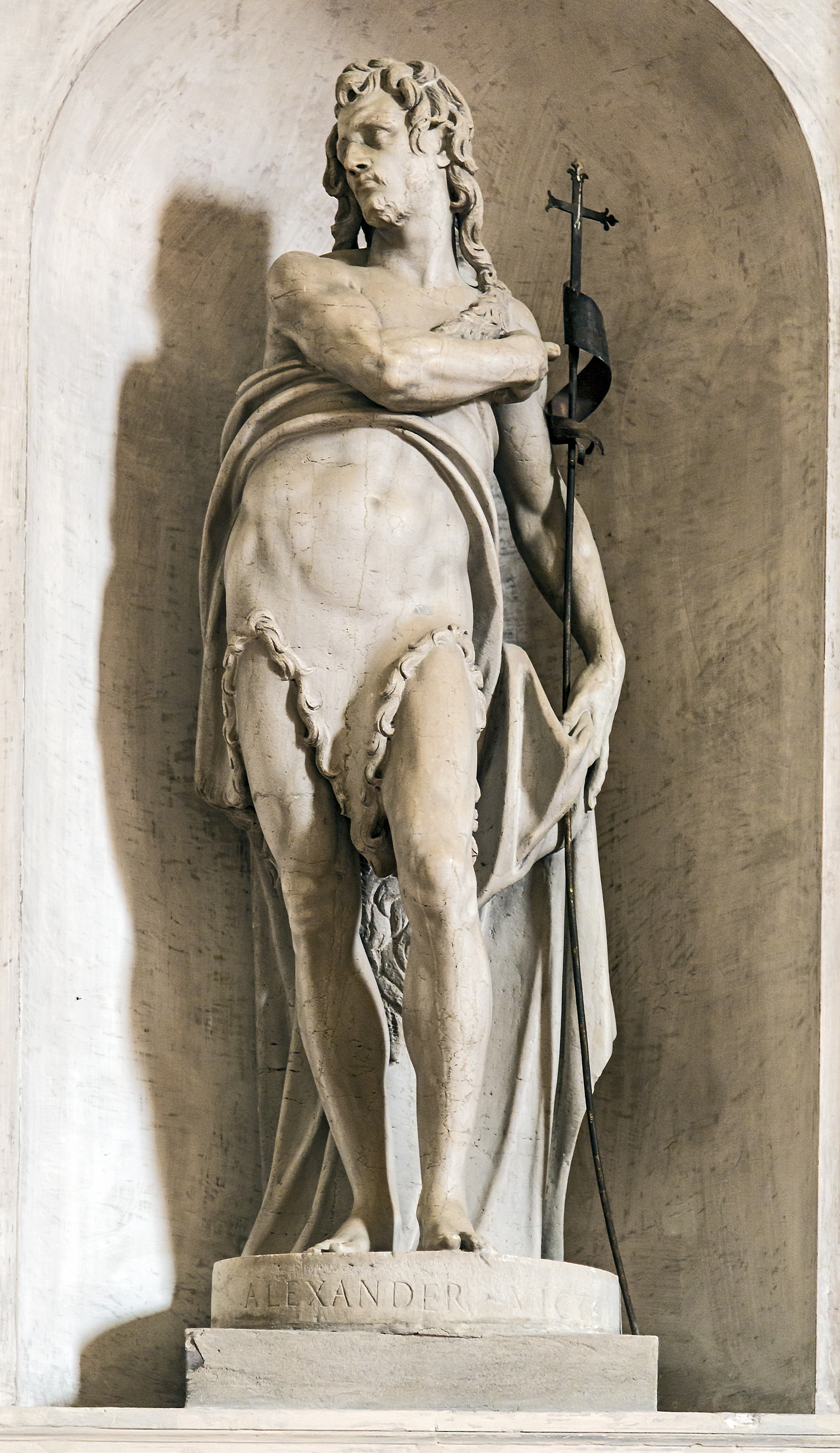
Sfantul Ioan Botezatorul-statuie de Alessandro Vittoria

### Pregătitor și vestitor al Domnului
Ioan Botezătorul este un prooroc și mai mult decât un prooroc, fiind chemat „prooroc al Celui Prea Înalt”. Astfel el vestește venirea lui Hristos căruia, așa cum mărturisesc evangheliile, nu este vrednic să-i dezlege cureaua încălțărilor.
Pe de altă parte, el a fost un sol care a pregătit calea Domnului, așa cum ne încredințează evangheliile, întorcând oamenii spre inocență („întorcând inimile părinților spre copii”) și înțelepciune („și pe cei neascultători la înțelepciunea drepților”).
El este cel mai mare dintre cei născuți din femei și totuși inferior oricărui locuitor al împărăției cerurilor, așa cum spune Iisus. De la el încolo asupra Împărăției Cerurilor se vor exercita violențe, iar cei agresivi vor încerca să pună stăpânire pe ea.

### Iisus și Ioan, mirele și prietenul mirelui
Înaintea aruncării lui Ioan în temniță, evanghelistul Ioan relatează cum între ucenicii lui Ioan și un iudeu s-a iscat o neînțelegere în privința curățirii, cauzată de faptul că și Iisus începuse să boteze. Ioan le spune că el este prietenul mirelui (mireasa fiind Biserica) care stă și-l ascultă și se bucură foarte mult când aude glasul acestuia, iar bucuria sa este deplină; că el trebuie să se micșoreze în timp ce Hristos trebuie să crească, că Iisus vine din cer, în timp ce el e pământean, că Iisus grăiește cuvintele Tatălui fiind plin de Duhul Sfânt, care nu se dă cu măsură și că cel care crede în Fiul va avea viață veșnică, în timp ce cel ce nu ascultă de Fiul va rămâne cu „mânia lui Dumnezeu” peste el.

### Atitudinea față de Ioan
Evanghelia lui Luca relatează cum pe când învăța Iisus norodul în Templu și propovăduia Evanghelia, au venit deodată la El preoții cei mai de seamă și cărturarii cu bătrânii și l-au întrebat cine i-a dat puterea de a face lucrurile pe care le face. Iisus le-a spus că le va spune dacă vor răspunde întâi la întrebarea: botezul lui Ioan este din cer sau de la oameni?                                Ei au început să cugete între ei că dacă vor zice că e din cer vor fi întrebați de ce nu l-au ascultat, iar dacă vor zice că e de la oameni, tot norodul îi va ucide cu pietre, fiind încredințat că Ioan era un prooroc. Și au spus atunci că nu știu. Iisus le-a răspuns atunci, continuă Luca, că nici el nu le va zice de la cine a primit puterea de a face ceea ce face. Apoi le spune o pildă cu un om care avea doi feciori și îi zice primului să se ducă în vie, iar acesta îi spune că nu se duce - dar îi pare rău și se duce, iar cel de-al doilea îi zice că se duce - dar nu se duce până la urmă. Apoi îi întreabă pe preoți, bătrâni și farisei care este cel care a făcut voia Tatălui. Ei îi răspund că primul iar Iisus le zice că vameșii și prostituatele merg înaintea lor în împărăția lui Dumnezeu căci ei nu l-au crezut pe Ioan, care a venit la ei umblând în calea neprihănirii, pe când vameșii și prostituatele au făcut-o. În plus, încheie evanghelistul Matei relatarea, măcar că au văzut lucrul acesta, ei nu s-au căit nici după aceea ca să-l creadă.

### Irod, mustrat de Ioan

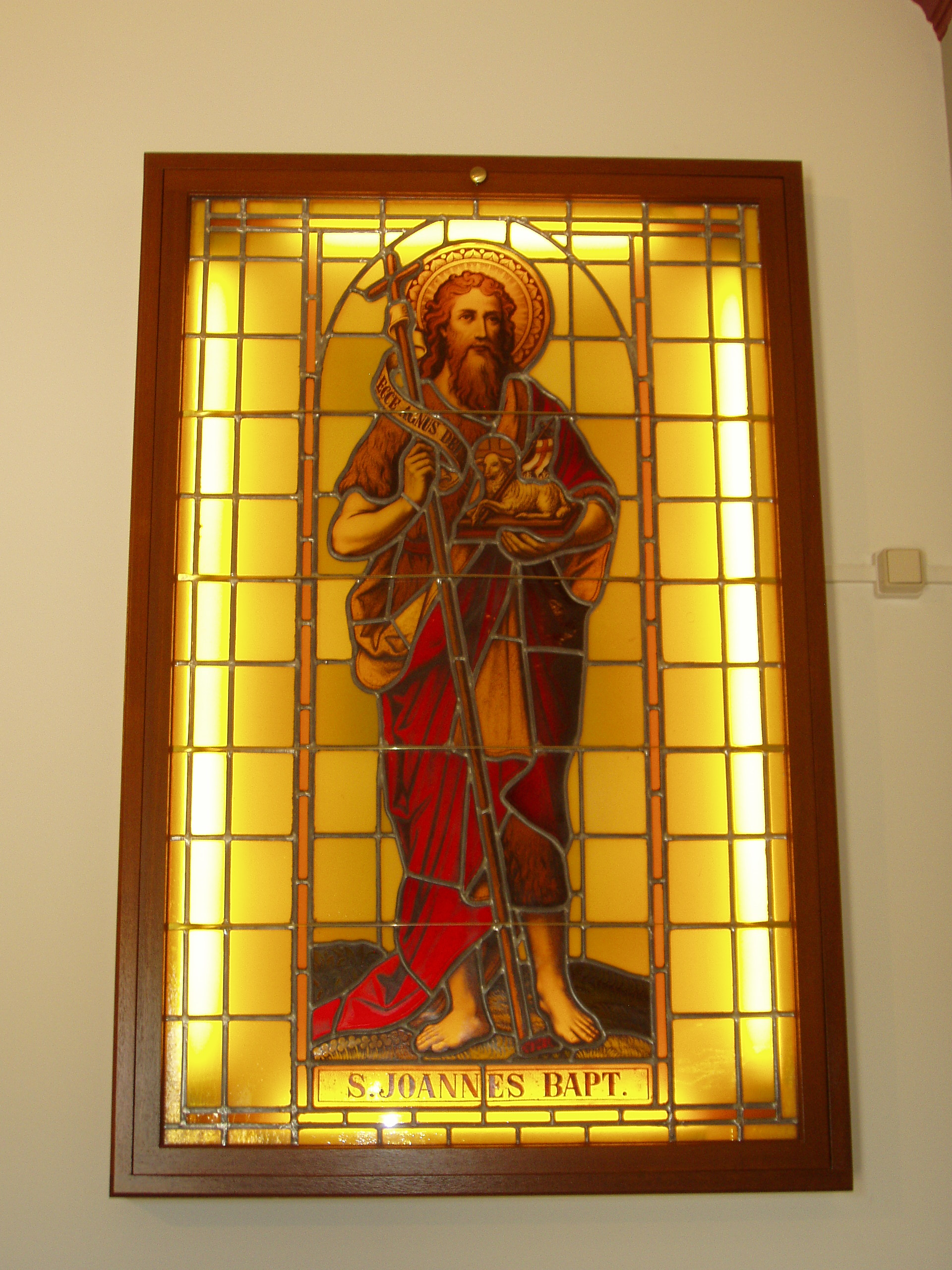
Sfântul Ioan Botezătorul cinstit în întreaga lume

Ioan îl critică virulent pe Irod Antipa, pe care îl învinuiește că trăiește într-un păcat grav, acela de a o fi luat de soție pe Irodiada, soția lui Filip, fratele său aflat încă în viață. Căci, potrivit legii ebraice, era interzis cu desăvârșire să descoperi goliciunea nevestei fratelui, căci ea echivala cu descoperirea goliciunii fratelui, fiind, în plus, o preacurvie care se pedepsea cu moartea ambilor păcătoși. De asemenea, Ioan îl mustră pe Irod și pentru toate relele pe care le făcuse, relatează evanghelistul Luca. Irod îl întemnițase pe Ioan și ar fi vrut să-l omoare, arată evanghelistul Matei, la fel și Irodiada, așa cum ne încredințează evanghelistul Marcu. Irod se temea însă de norod pentru că acesta îl privea pe Ioan ca pe un prooroc și se temea și de el, căci știa că este bărbat drept și sfânt, relatează Marcu.
Același evanghelist arată ca uneori Irod îl ocrotea și, când îl auzea, de multe ori stătea în cumpănă, neștiind ce să facă; și îl asculta cu plăcere.

### Moartea
Totuși, când Irod își prăznuia ziua dând un ospăț boierilor săi, mai-marilor oștii și fruntașilor Galileii, fata Irodiadei a intrat la ospăț, a jucat, și a plăcut lui Irod și oaspeților lui. Împăratul a zis fetei: Cere-mi orice vrei, și-ți voi da! Apoi a adăugat cu jurământ: Ori ce-mi vei cere, îți voi da, fie și jumătate din împărăția mea!                                  Fata a ieșit afară și a întrebat-o pe maică-sa ce să ceară, iar Irodiada i-a spus să ceară capul lui Ioan Botezătorul. Împăratul s-a întristat, deoarece, chiar dacă îl certase, Irod avea respect față de Ioan; dar din pricina jurămintelor sale, și de ochii celor ce ședeau la masă împreună cu el, a poruncit să i-l dea. Ucenicii au ridicat trupul lui Ioan și l-au pus în mormânt.
Scena decapitării lui Ioan Botezătorul este descrisă în "Noul Testament" (Marcu, cap.6, 17-29), constituind tema a numeroase tablouri.

### Faima lui Ioan
Faima lui Ioan Botezătorul era așa de mare, relatează evangheliștii Matei și Marcu, încât Irod ajunge să creadă că Iisus este, de fapt, Ioan Botezătorul înviat din morți care face minuni. Credința era răspândită și printre evrei, după cum se vede atunci când Iisus îi întreabă pe ucenici cine zic mulțimile că este el.

## După moarte
Trupul lui Ioan Botezătorul ar fi fost dus de susținătorii săi în localitatea Sebastia (azi în Cisiordnia), unde ar fi fost îngropat. Împăratul roman anticreștin Iulian Apostatul (360-363) ar fi ars rămășițele lui Ioan Botezătorul, împrăștiindu-i cenușa. Capul ar fi fost salvat și dus la Alexandria (Egipt), apoi la Constantinopol (Turcia), de unde a fost dus în provincia Poitou (Franța) de către regele francon Pepin al III-lea  (715-768). Din trup ar mai fi rămas nearse numai un braț și un deget.

## Cinstirea Sfântului Ioan Botezătorul

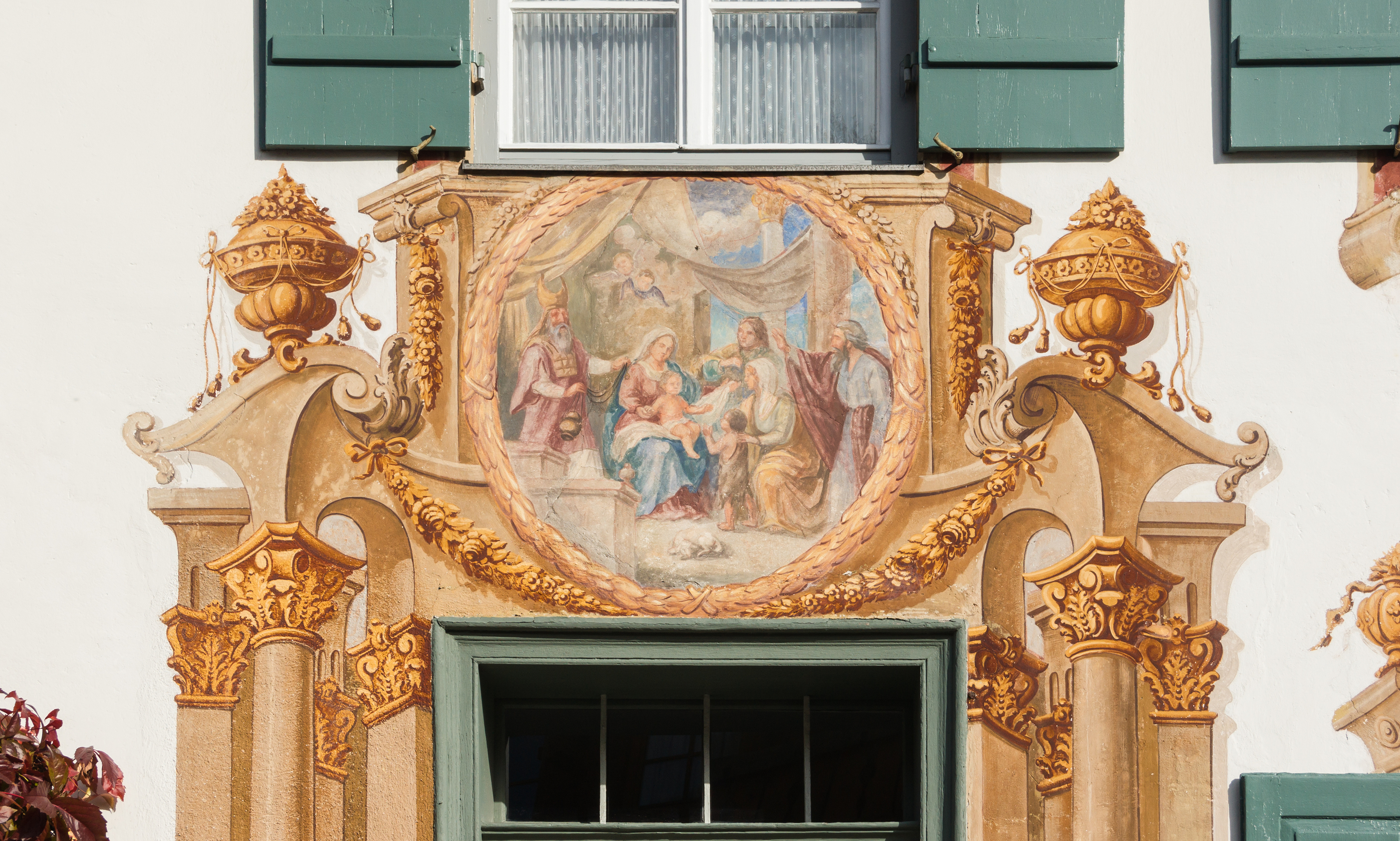
Întâlnirea dintre Isus Cristos și Ioan Botezătorul la o vârstă fragedă (pictură murală din Oberammergau, Bavaria, Germania)

Biserica creștină îl cinstește pe Sfântul Ioan Botezătorul ca pe cel mai mare dintre sfinți, după Fecioara Maria, iar iconografia ortodoxă îl reprezintă în icoana numită Deisis, rugându-se împreună cu ea, ca mijlocitori pentru păcatele oamenilor. În calendarul ortodox are mai multe zile de pomenire: 24 iunie - nașterea sa (sărbătoarea numită Drăgaica sau Sânzienele), 7 ianuarie - ziua Sfântului Ioan ca botezător al Domnului și 29 august - tăierea capului Sf. Ioan - zi de post și rugăciune.
Anual, la data de 24 iunie, se celebrează în lumea creștină nașterea Sfântului Ioan Botezătorul, o mare excepție făcută acestuia, întrucât sfinții și martirii sunt comemorați în ziua morții lor, ca zi a nașterii lor în Împărăția Cerurilor.

## Evocarea figurii sale în artele plastice, în muzică și în literatură

Sfantul Ioan Botezatorul de Leonardo da Vinci

Ultima operă importantă a lui Leonardo da Vinci, pictată cu trei ani înainte de moartea artistului, îl reprezintă pe Ioan Botezătorul. Pentru amănunte vezi: Ioan Botezătorul (tablou de Leonardo da Vinci).
Scena decapitării sfântului Ioan Botezătorul a constituit tema a numeroase tablouri (Albrecht Altdorfer, Bernardino Luini, Caravaggio, Giovanni Battista Tiepolo, Jacopo Bassano, Lucas Cranach cel Bătrân, Rembrandt ș.a.).

## Descoperiri recente
În anul 2010, în podeaua unei biserici bulgare de pe insula Sf. Ivan (Sveti Ivan) au fost descoperite niște oseminte care, după ce au fost datate cu carbon-14, s-a dovedit că aparțin primului secol d.Hr.
Cercetătorii de la Universitatea Oxford au tras concluzia că acestea aparțin lui Ioan Botezătorul, deși nu pot dovedi cu certitudine acest lucru.